# Grand Prix automobile du Brésil 1991
GP précédent GP suivant
Le Grand Prix automobile du Brésil 1991 (Grande Prêmio do Brasil), disputé le 24 mars 1991 sur le circuit d'Interlagos, est la 502e épreuve du championnat du monde de Formule 1 courue depuis 1950. Il s'agit de la dix-neuvième édition du Grand Prix du Brésil comptant pour le championnat du monde de Formule 1, la neuvième disputée à Interlagos, quartier de la ville de São Paulo, et la deuxième manche du championnat 1991.

## Classement
| Pos. | No | Pilote             | Écurie               | Tours | Temps/Abandon                      | Grille | Points |
| ---- | -- | ------------------ | -------------------- | ----- | ---------------------------------- | ------ | ------ |
| 1    | 1  | Ayrton Senna       | McLaren-Honda        | 71    | 1 h 38 min 28 s 128 (187,110 km/h) | 1      | 10     |
| 2    | 6  | Riccardo Patrese   | Williams-Renault     | 71    | + 2 s 991                          | 2      | 6      |
| 3    | 2  | Gerhard Berger     | McLaren-Honda        | 71    | + 5 s 416                          | 4      | 4      |
| 4    | 27 | Alain Prost        | Ferrari              | 71    | + 18 s 369                         | 6      | 3      |
| 5    | 20 | Nelson Piquet      | Benetton-Ford        | 71    | + 21 s 960                         | 7      | 2      |
| 6    | 28 | Jean Alesi         | Ferrari              | 71    | + 23 s 641                         | 5      | 1      |
| 7    | 19 | Roberto Moreno     | Benetton-Ford        | 70    | + 1 tour                           | 14     |        |
| 8    | 24 | Gianni Morbidelli  | Minardi-Ferrari      | 69    | + 2 tours                          | 21     |        |
| 9    | 11 | Mika Häkkinen      | Lotus-Judd           | 68    | + 3 tours                          | 22     |        |
| 10   | 25 | Thierry Boutsen    | Ligier-Lamborghini   | 68    | + 3 tours                          | 18     |        |
| 11   | 21 | Emanuele Pirro     | Scuderia Italia-Judd | 68    | + 3 tours                          | 12     |        |
| 12   | 7  | Martin Brundle     | Brabham-Yamaha       | 67    | + 4 tours                          | 26     |        |
| 13   | 32 | Bertrand Gachot    | Jordan-Ford          | 63    | Panne d'essence                    | 10     |        |
| Abd. | 5  | Nigel Mansell      | Williams-Renault     | 59    | Boîte de vitesses                  | 3      |        |
| Abd. | 26 | Érik Comas         | Ligier-Lamborghini   | 50    | Moteur                             | 23     |        |
| Abd. | 23 | Pierluigi Martini  | Minardi-Ferrari      | 47    | Sortie de piste                    | 20     |        |
| Abd. | 8  | Mark Blundell      | Brabham-Yamaha       | 34    | Moteur                             | 25     |        |
| Abd. | 29 | Éric Bernard       | Larrousse-Ford       | 33    | Embrayage                          | 11     |        |
| Abd. | 22 | Jyrki Järvilehto   | Scuderia Italia-Judd | 22    | Alternateur                        | 19     |        |
| Abd. | 33 | Andrea De Cesaris  | Jordan-Ford          | 20    | Sortie de piste                    | 13     |        |
| Abd. | 4  | Stefano Modena     | Tyrrell-Honda        | 19    | Boîte de vitesses                  | 9      |        |
| Abd. | 16 | Ivan Capelli       | Leyton House-Ilmor   | 16    | Moteur                             | 15     |        |
| Abd. | 3  | Satoru Nakajima    | Tyrrell-Honda        | 12    | Sortie de piste                    | 16     |        |
| Abd. | 15 | Mauricio Gugelmin  | Leyton House-Ilmor   | 9     | Problème physique                  | 8      |        |
| Abd. | 17 | Gabriele Tarquini  | AGS-Ford             | 0     | Accident                           | 24     |        |
| Np.  | 30 | Aguri Suzuki       | Larrousse-Ford       |       | Pompe à essence                    | 17     |        |
| Nq.  | 10 | Alex Caffi         | Footwork-Porsche     |       | Non qualifié                       |        |        |
| Nq.  | 18 | Stefan Johansson   | AGS-Ford             |       | Non qualifié                       |        |        |
| Nq.  | 9  | Michele Alboreto   | Footwork-Porsche     |       | Non qualifié                       |        |        |
| Nq.  | 12 | Julian Bailey      | Lotus-Judd           |       | Non qualifié                       |        |        |
| Npq. | 35 | Eric van de Poele  | Modena-Lamborghini   |       | Non préqualifié                    |        |        |
| Npq. | 34 | Nicola Larini      | Modena-Lamborghini   |       | Non préqualifié                    |        |        |
| Npq. | 31 | Pedro Chaves       | Coloni-Ford          |       | Non préqualifié                    |        |        |
| Npq. | 14 | Olivier Grouillard | Fondmetal-Ford       |       | Non préqualifié                    |        |        |

## Pole position et record du tour
- Pole position :  Ayrton Senna en 1 min 16 s 392 (vitesse moyenne : 203,817 km/h).
- Meilleur tour en course :  Nigel Mansell en 1 min 20 s 436 au 35e tour (vitesse moyenne : 193,570 km/h).

## Tours en tête
- Ayrton Senna : 71 (1-71)

## Statistiques
- 28e victoire pour Ayrton Senna.
- 88e victoire pour McLaren en tant que constructeur.
- 60e victoire pour Honda en tant que motoriste.